# Yamatai (Schiff)
Der Schwergut-Modultransporter Yamatai (jap. 邪馬台, nach dem gleichnamigen historischen Staat) ist das weltweit erste Schiff mit Air Lubrication System.

## Geschichte
Im April 2010 lieferte die Werft Nagasaki Shipyard & Machinery Works des Mitsubishi-Konzerns das Schwergutmodultransportschiff Yamatai an die japanische Reederei NYK-Hinode Line ab. Sie besitzt ein glattes Hauptdeck von 120 Metern Länge und 36 Metern Breite hinter dem vorne angeordneten Decksaufbau, auf der das Schiff jeweils zwei bis zu 3000 Tonnen schwere Roll on/Roll off-Module über Rampen laden kann. Modultransporter laden in der Hauptsache große, vorgefertigte Bauteile für seewärtige Bauten der Öl- und Gasindustrie, werden aber auch für andere Industriebauten eingesetzt. Ein zweites Schiff desselben Typs, die Yamato (大和, nach der Provinz Yamato als eventuelle Nachfolgerin von Yamatai), wurde Ende November 2010 abgeliefert.
Die Yamatai ist das weltweit erste Seeschiff, das über ein Air Lubrication System (ALS) verfügt, mit dem bis zu 10 % Treibstoff gespart werden kann. Das ALS wurde gemeinsam von NYK und Mitsubishi Heavy Industries entwickelt und arbeitet mit Luftkompressoren, die den Boden des Schiffes mit Luft beaufschlagen, um den Unterwasserwiderstand des Rumpfes zu reduzieren. Der Entschluss, das Air Lubrication System erstmals beim Bau eines Modultransporters einzusetzen, wurde durch die im Vergleich mit ähnlich großen Schiffen typische Bauart mit geringem Tiefgang und verhältnismäßig breitem Rumpf begünstigt, welche zu geringen Bodendrücken und damit geringem Strombedarf des Kompressorsystems führten.
Das ALS-Projekt wurde durch „Support for Technology Development from Marine Vessels for Curtailing CO2“-Zuschüsse des japanischen Ministeriums für Land, Infrastruktur, Transport und Tourismus, die Nippon Foundation und die Klassifikationsgesellschaft Nippon Kaiji Kyōkai unterstützt.